# クイズ濱口優
クイズ濱口優（クイズはまぐちまさる）は、フジテレビのバラエティ番組『めちゃ2イケてるッ!』（以下、めちゃイケ）の中で放送された「新感覚クイズ番組」という設定のコーナーである。1998年4月25日放送を開始、2003年6月7日にいったん放送終了となるが2018年3月31日めちゃイケ自体の終了と同時に15年ぶりに正式復活を果たした。

## 概要
VTRという名目で、よゐこの濱口優がテレビモニターを模したセットの中で芝居をし、途中適当な所で司会の矢部口宏が「一時停止」をかけた後、「このあと濱口は何をするでしょうか?」と解答者に出題するというもの。解答者は早押しで答えて、それらの答えの中で矢部口が一番面白いと思った答えが正解となる（答えはその時の矢部口の気分次第で決まる）。解答内容は常に無理難題ばかりだが、濱口は正解の通りに演じなければならずそのために数々のミラクルが生まれている。
後期には「クイズ濱口おさる」と改題され、濱口とおさるがメインの芝居になったが、最終回では「クイズ濱口優」に戻された。
2003年6月7日の回を最後にしばらく行われていなかったが、2011年6月18日の放送にて新メンバーのジャルジャルの福徳秀介とたんぽぽの白鳥久美子を主演に据えた「クイズ福徳くんと白鳥さん」として復活した。さらに、2014年6月14日の放送にて大島優子を主演に据えた「クイズ大島優子」が行なわれた。なお、濱口はこのときは双方とも解答者として参加しているが一部の回では途中から芝居に強制参加させられている。
コーナーのオープニング及びエンディングには、当時同局で放送されていたアニメ『こちら葛飾区亀有公園前派出所』のBGMが使用されていた。
先述のようにめちゃイケ自体の最終回となる2018年3月31日放送にて濱口がメインとなる正式な回としては約15年ぶりに、コーナーとしては大島が行って以来4年ぶりに完全復活した。また、X JAPANのToshlが芝居に参加した。

## 登場人物

### VTR
主演俳優
- 濱口優

このクイズの主人公。毎回矢部口と解答者が出す無理難題に果敢にチャレンジし、数々のミラクルを生む。
脇役
- おさる

2000年2月19日初登場。登場してからは常に濱口を上回るキャラで人気を集めた結果、2000年5月20日からはタイトルが『クイズ濱口おさる』に変更された。
- 大久保佳代子（かよちゃん）

熱湯風呂に入ったりバッティングセンターのボールを顔面にぶつける等、体を張った芸を披露したことから、解答者の一人がまさる・おさる・かよちゃんの3人を「新ダチョウ倶楽部」と表現した。
- 森三中
- 藤原喜明
- 蛍原徹
- 錦野旦
- Toshl

### 司会者
- 矢部口宏（(やべぐちひろし)矢部浩之）

モデルは『クイズ100人に聞きました』の司会でもある関口宏。しかしいわゆる「S」っ気が強く、男性回答者を（特に加藤、有野、ふかわ、岡村等）を徹底して弄りまくる、女性回答者にセクハラをする、「はい、解答者はこいつら!」などと口が悪い為本人とは全くかけ離れる。冒頭のテロップ上でも「このコーナーは司会の気分次第で正解が変わる超新感覚クイズです」と毎回必ず表示されている。出題中に行うひじを付く姿勢などは本家の関口と全く同様である。しかし2011年の復活リメイク版以降はSっ気が減り、かなり丸くなってしまっている節があった。

### 解答者

#### 「クイズ濱口優（おさる）」での回答者
- 1枠：加藤浩次 → 加藤浩次・鈴木紗理奈（最終回）

解答者の中では最高の正解率だが、手持ちの1万円札を破られたり、矢部口に携帯の番号を全国ネットで流されたり、自身のバイクのヘルメットをチョコまみれにされたり、加藤のマネージャーに自身の先月の収入をバラされそうになったり、「加藤容疑者」「K容疑者」（桜美林大学の学園祭チン事件を起こしたことから）と容疑者呼ばわりされる等散々な目に遭っている。また、ボタンの効果音はたまに加藤の義父でもある深野さんの声になったりする。
- 2枠：有野晋哉 → 有田哲平（ふかわとチームになってからは）→ 有野晋哉・雛形あきこ（最終回）
- 3枠：雛形あきこ → 女性ゲスト → 和田アキ子 → 有野晋哉 → 女性ゲスト → 福徳秀介・白鳥久美子（最終回）

雛形・釈由美子・さとう珠緒・眞鍋かをり・優香・川村亜紀・乙葉・加藤明日美・吉岡美穂等のアイドル枠。特に釈の場合は「とくべつゲスト」扱い。なお、雛形はレギュラー解答者で出産の為一時降板後にゲスト制となった。ただし、2000年春放送のクイズ生濱口優スペシャル時には、アイドル枠にもかかわらずなぜか和田アキ子が着席・参加。当然のように矢部口から突っ込まれていた。
- 4枠：岡村隆史 → 有野晋哉 → 加藤明日美  → 男性ゲスト → シュール（有野とふかわ）→ 後藤淳平・川村エミコ（最終回）

ふかわりょう・猿岩石・ビビる・藤井隆等の若手芸人または神田利則等の若手・ブレイク直後芸能人枠。特にふかわは、「ふつうのゲスト」。後にふかわは有野と新コンビ「シュール」を結成した。
- 5枠：岡村隆史 → 岡村隆史・重盛さと美（最終回）

解答席5席増設時に5枠へ移動。毎週出演しているが、素人の一般参加者という設定。紹介の時「大阪から来ました岡村隆史です！最近注目している**は**です!」（**にはアイドルやコーヒーショップや国や出たい番組等多数）と言う。最終回時は、ゲスト紹介が矢部口による、「解答者はこいつら!」だけになりカットされた。
第1回放送のみ解答者にゲストはおらず、1枠～4枠の4人体制で行われたが第2回放送より5枠席を加えた5人（組）体制となった。おさるが怪我で登場が出来ない時は、2枠にシュール（有野とふかわ）が座り、4枠に大森晃（おさるの本名）として登場した。また一時期、2枠にふかわ、3枠に有野、4枠に女性ゲスト（加藤明日美）という回も存在した。最終回ではゲストなし、2人1組の5組体制。

#### 「クイズ福徳くんと白鳥さん」での回答者
2人1組のペアとなっている。
- 1枠：加藤浩次・有野晋哉
- 2枠：後藤純平・川村エミコ

コンビの主演じゃない方のペア。
- 3枠：濱口優・重盛さと美

「抜き打ちテスト」においての5冠バカ（当時）及び東京スカイバカのペア。
- 4枠：岡村隆史・三中元克

## エピソード
- 1999年7月31日放送の回で矢部口の携帯電話番号を字幕付きでオンエアしたが、実際には加藤の携帯電話番号であり、その結果、加藤本人の携帯電話に20万人以上の視聴者が電話をかけたため、パンク（輻輳）して電話がかけられない状態になった。日本電信電話（NTT）にも迷惑をかける事態となり、加藤はやむなく携帯番号を変更せざる得なくなったと番組10周年記念にめちゃイケメンバーがゲストとして呼ばれた『メントレG』など、複数の番組で明かしている[1]。